# Saab

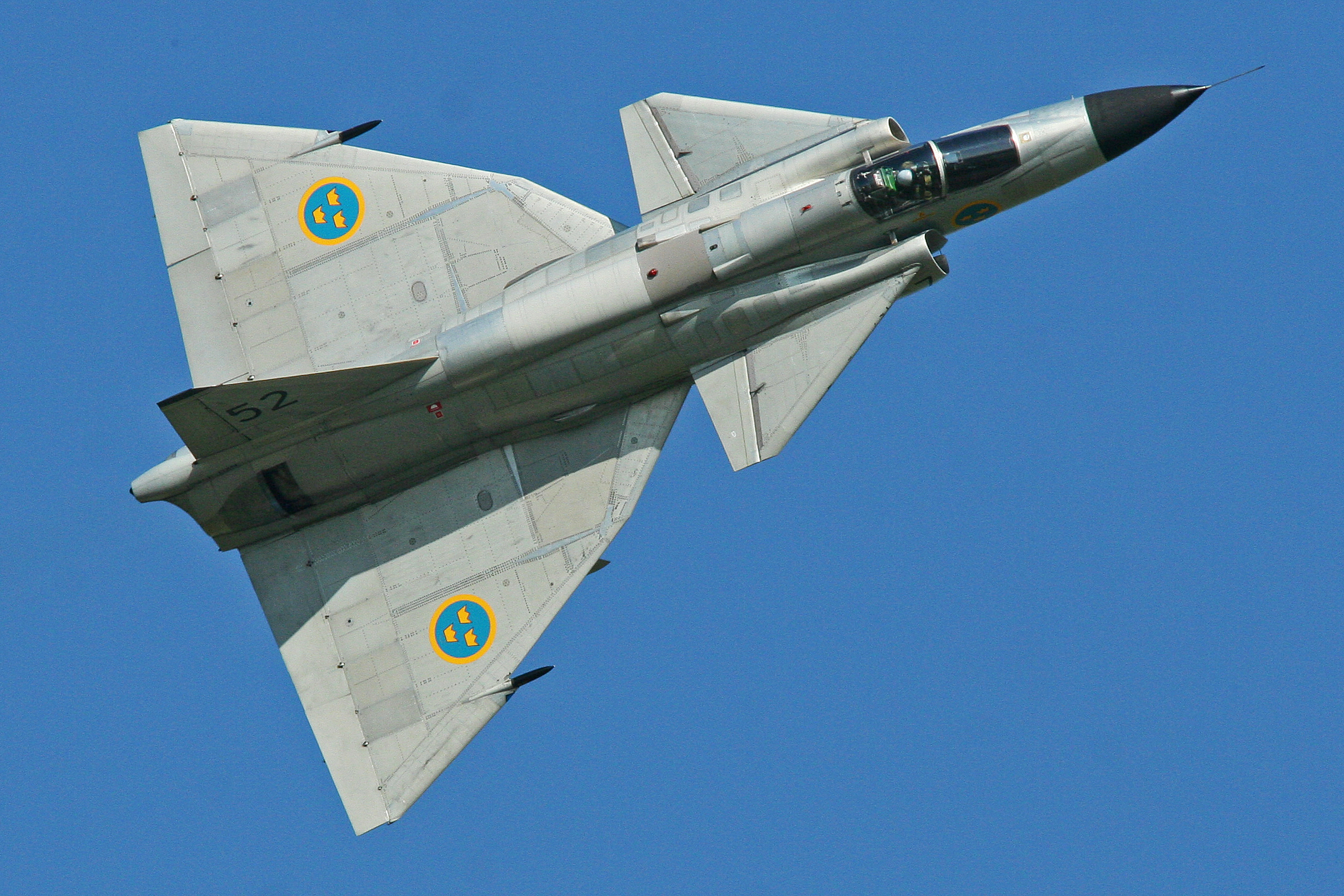
Caza Saab 37 Viggen con configuración de ala en doble delta

Saab es una empresa de defensa y aviación sueca fundada en Linköping en 1937. Su nombre era un acrónimo de Svenska Aeroplan AB (Sociedad Anónima de Aeroplanos Suecos), donde AB se refiere a Aktiebolag (sociedad anónima en sueco), y se escribía como SAAB. A partir de los cambios de la directiva de la empresa en los años 1990, el nombre actual es Saab AB.
La compañía, que originalmente se dedicaba a la fabricación de aviones, comenzó a diversificar sus producciones y a finales de los años 1940 se constituyó la división de automoción, Saab Automobile. La división de automóviles estaba localizada en la ciudad de Trollhättan. El primer automóvil fue el Saab 92001, que apareció el 10 de junio de 1947. La empresa ganó la reputación de crear vehículos seguros y resistentes.
A finales de los años 1950 SAAB se aventuró al mercado informático con Datasaab.
En 1969 su división de automóviles se fusionó con el fabricante de camiones Scania-Vabis, y entre 1969 y 1995 la compañía se denominó Saab-Scania AB. General Motors compró el 51% de dicha división en 1990, y adquirió el resto una década después. En 2009, después de la quiebra de su matriz, fue puesta a la venta.
El 26 de enero de 2010, General Motors anuncia la venta de Saab Cars al fabricante neerlandés de superdeportivos Spyker, bloqueando así el proceso de desmantelamiento que se había anunciado las semanas anteriores y desmintiendo las declaraciones previas del presidente de General Motors afirmando el cierre de Saab.
El 8 de septiembre de 2011, la división automovilística se acogió a la ley de protección por quiebra después de cinco meses de paralización en sus líneas de ensamblaje. La compañía espera que sus asociaciones con dos empresas chinas firmadas recientemente resulten en inversiones para reiniciar sus operaciones.
En diciembre de 2011, Saab Automobile se declaró oficialmente en quiebra. No obstante, Saab Parts AB seguiría existiendo de forma solvente para cubrir el mercado de repuestos y soluciones técnicas.
Finalmente en 2012 National Electric Vehicle Sweden AB, el grupo formado por la compañía china de energías renovables National Modern Energy Holdings y el fondo de inversiones japonés Sun Investment, adquirió Saab tras un interminable proceso de pujas y se centrará en el desarrollo de vehículos eléctricos, utilizando tecnologías japonesas.
En diciembre de 2013, y tras dos años sin fabricar, comenzó de nuevo la producción de su nueva berlina 9-3 con un único motor disponible de gasolina, (2.0T 220cv), en la factoría de Trollhättan (Suecia), orientando su producción hacia el mercado asiático con una producción limitada.

## Historia

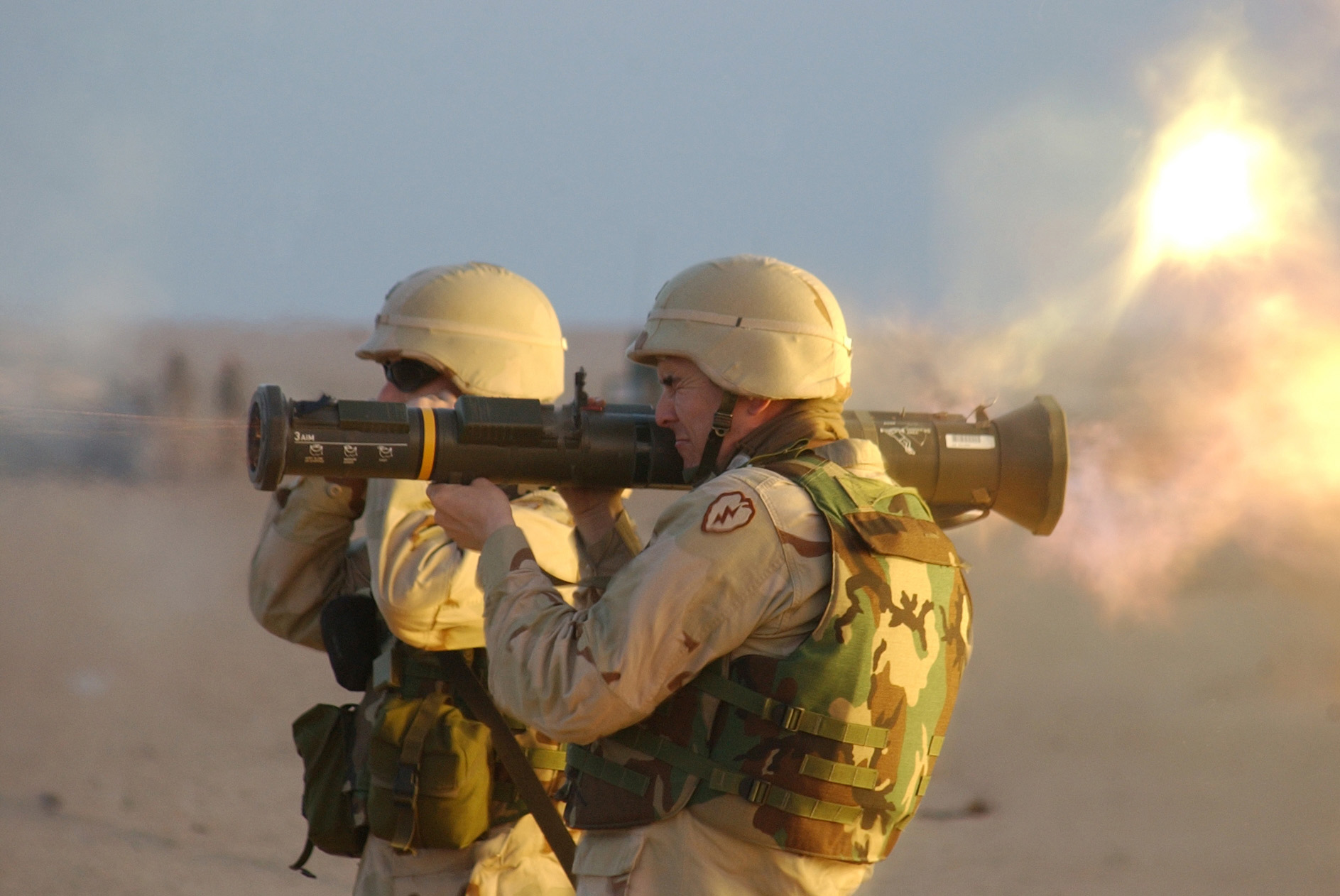
Lanzacohetes antitanque Saab AT4.

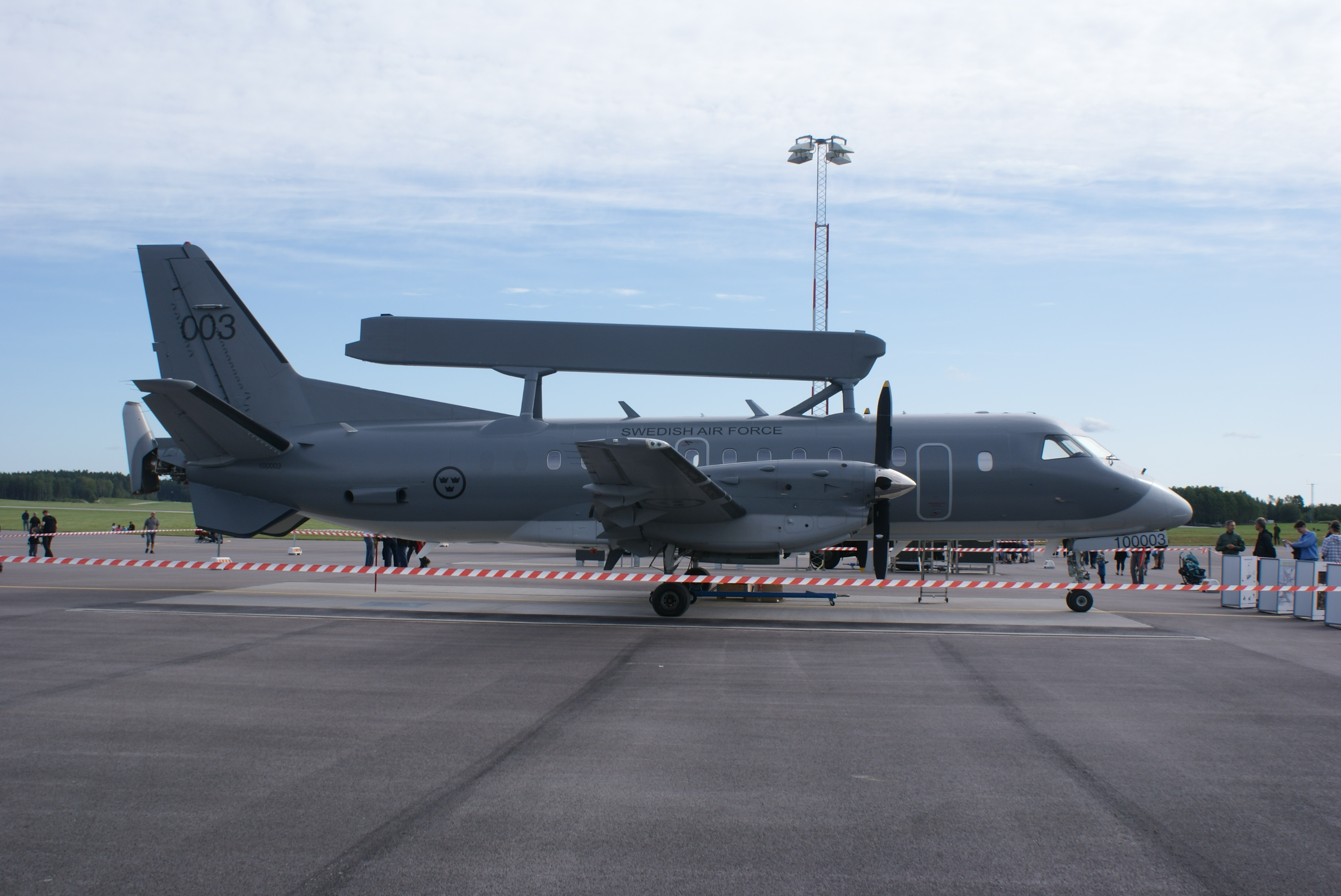
Saab 340 con un radar Erieye.

«Svenska Aeroplan AB» (Aeroplanos Suecos Sociedad Anónima) (SAAB) fue fundada en 1937 en Trollhättan, con la fusión de Svenska Aero AB (SAAB) y Linköping, y su sede se trasladó a la ciudad de Linköping. 
Originalmente dedicada a la fabricación de aviones, la compañía buscó otras formas de diversificar su negocio. A fines de 1940 la empresa comenzó a fabricar vehículos automóviles en su división Saab Automobile localizada en Trollhättan. El primer automóvil de la compañía fue el Saab 92, cuya producción a gran escala comenzó el 12 de diciembre de 1949, basado en el prototipo Ursaab.
A finales de 1950 Saab se aventuró en el mercado de las computadoras con Datasaab, como resultado en parte de la necesidad de fabricar un equipo informático lo suficientemente pequeño para ser montado en una aeronave como equipo de navegación. Durante la década de 1960 se vendieron a distintos países europeos ordenadores desarrollados para usos tales como la banca. El ordenador de la aeronave (CK 37) se utilizó en 1971 en el caza Viggen. La compañía fue vendida en 1975 a Sperry UNIVAC, mientras que Saab mantuvo su desarrollo de computadoras de vuelo. 
En mayo de 1965, el nombre de la empresa fue cambiado a Saab para reflejar su amplia gama de actividades. 
En 1968 Saab se fusionó con fabricante sueco de camiones, autobuses y motores diésel Scania-Vabis, y se convirtió en Saab-Scania AB. 
En 1990 General Motors compró el 51 por ciento de la división de automóviles Saab Automobile, y adquirió el resto una década más tarde. 
En 1991 Investor AB completó la compra mediante un préstamo de Saab-Scania AB, adquiriendo la totalidad de las acciones en circulación de Saab-Scania por aproximadamente 21 mil millones de coronas suecas. Saab-Scania se convirtió en una subsidiaria propiedad total de Investor AB, desapareciendo su identidad bursátil propia.
En 1995 Saab-Scania fue dividida por Investor AB en dos compañías independientes, Scania y Saab, con la intención de ampliar el número de propietarios de las dos empresas resultantes. A raíz de la venta del 50% de la división de automóviles Saab Automobile a General Motors, desapareció la razón principal de la fusión de 1968 con el fabricante de camiones Scania-Vabis.
Aviones Militares Saab y British Aerospace (posteriormente denominada BAE Systems) formaron en 1995 una empresa conjunta denominada Saab-BAe Gripen AB para fabricar, comercializar y apoyar internacionalmente el proyecto del caza Gripen. Esta cooperación se amplió en 2001 con la formación de Gripen Internacional para el mismo propósito.
Desde 1998 hasta 2005, el mayor accionista de Saab fue la empresa aeroespacial británica BAE Systems, tras la adquisición de una participación del 35% de Investor AB por parte de su predecesora, British Aerospace. En enero de 2005, BAE Systems redujo su participación hasta el 20%. Investor AB mantiene una participación del 20%. 

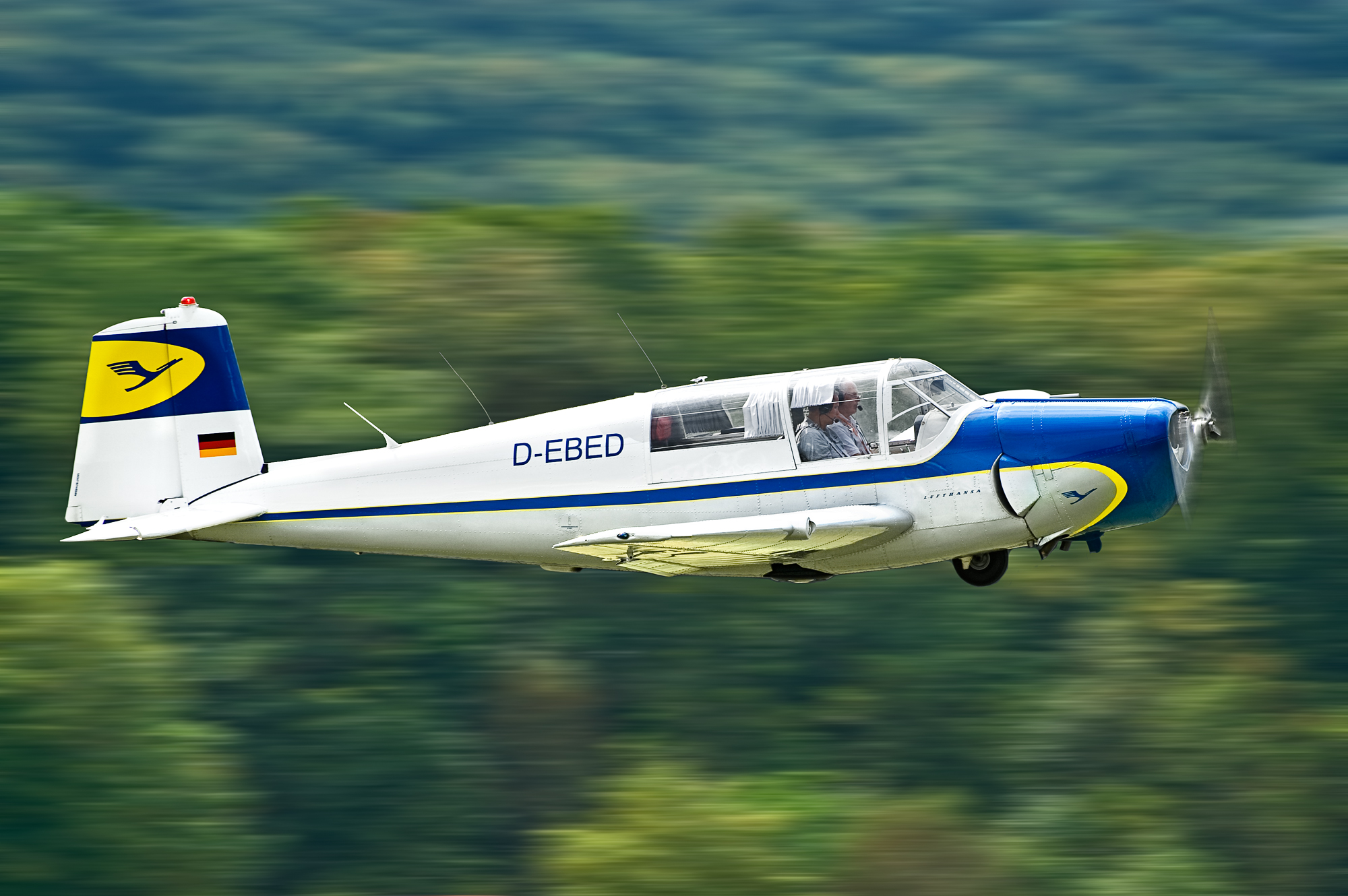
Saab Safir 91B, un avión de entrenamiento despegando del aeropuerto de Hahnweide.

En diciembre de 2005 Saab se unió al Proyecto Neuron de Dassault como un socio importante. 
En octubre de 2008 la compañía anunció su intención de fusionar sus operaciones con las de Simrad Optronics. La nueva unidad optrónica desarrollaría productos de alta tecnología con sede en Noruega.
En 2010, la compañía reestructuró quince unidades de negocio en cinco áreas: Aeronáutica; Dinámica; Electrónica; Sistemas de Defensa, Seguridad y Soluciones de Defensa; y Apoyo y Servicios. De acuerdo con Saab la reestructuración se llevó a cabo para ampliar su mercado, mejorando su orientación a sus clientes.  
En marzo de 2010, BAE Systems vendió la mitad de su participación del 20% en la empresa de Investor AB, que se convirtió de nuevo en el principal accionista. En junio de 2011, la compañía británica finalmente vendió su participación restante, dando fin a su participación en Saab a lo largo de 16 años. 
A partir de junio de 2012, Investor AB posee una participación del 30% en la empresa (39,5% de los derechos de voto) y es el dueño de la mayoría.

## Titularidad
Desde 2012, Investor AB es el principal accionista de la compañía, de la que posee un 39,5% de los derechos de voto.

## Aviación
Saab se dedica principalmente a la producción de aviones de combate, siendo su último modelo el Saab 39 Gripen. La fabricación de aviones se remonta a sus inicios en la década de 1930 y predecesores al Gripen han sido los modelos Lansen, Draken y Viggen.
Los últimos aviones civiles de Saab fueron el Saab 340 y el Saab 2000, ambos aviones de pasajeros de alcance medio e impulsados con turbohélices. El desarrollo y fabricación de las aeronaves se realizan en Linköping (Suecia).

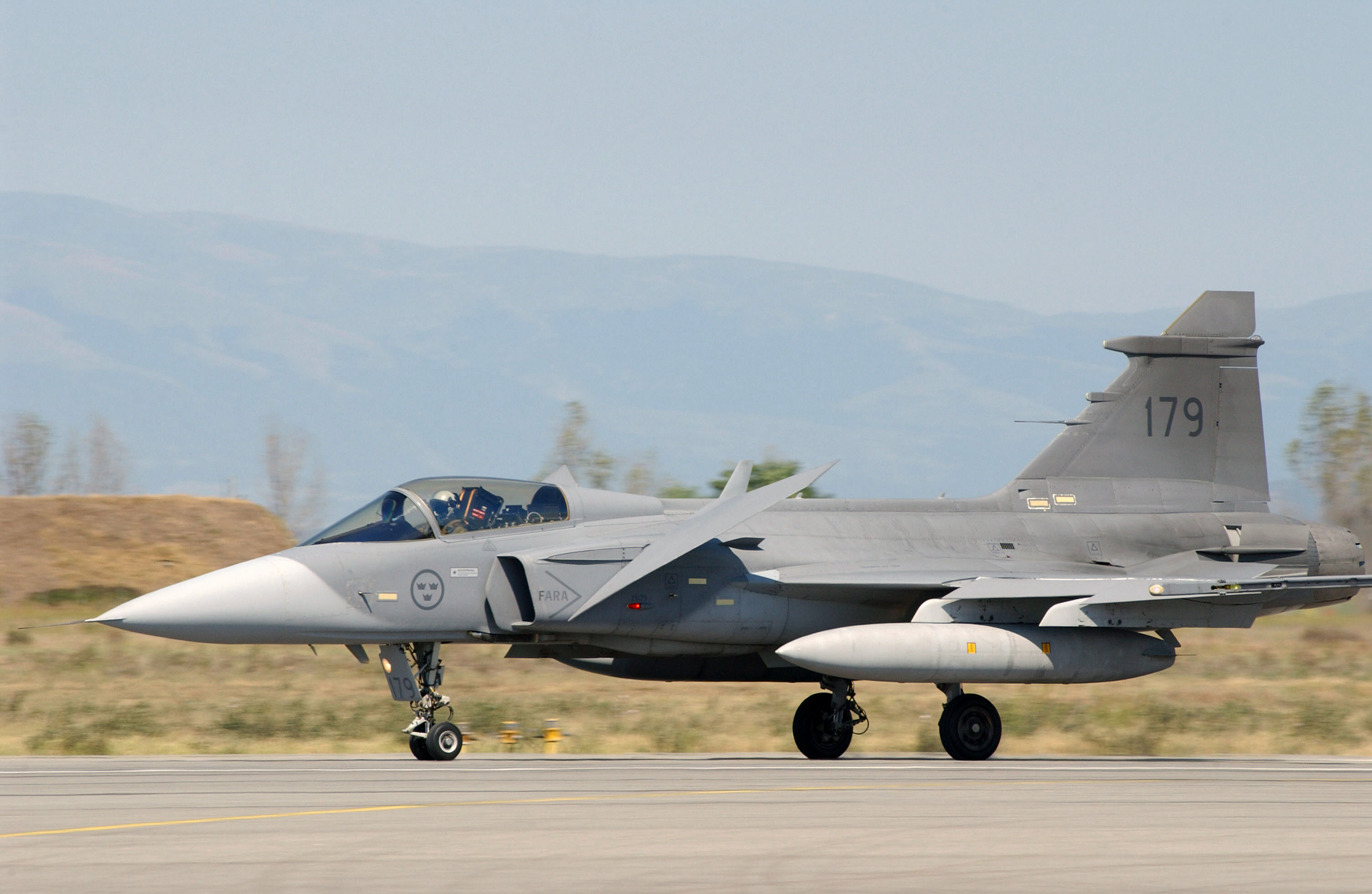
Saab 39 Gripen.

En 1995	Saab Military Aircraft y British Aerospace (actualmente BAE Systems) formaron una empresa conjunta, Saab-BAe Gripen AB, con la finalidad de adaptar, fabricar, vender y asistir al Gripen internacionalmente. La cooperación se extendió en 2001 con la formación de Gripen International para el mismo propósito.

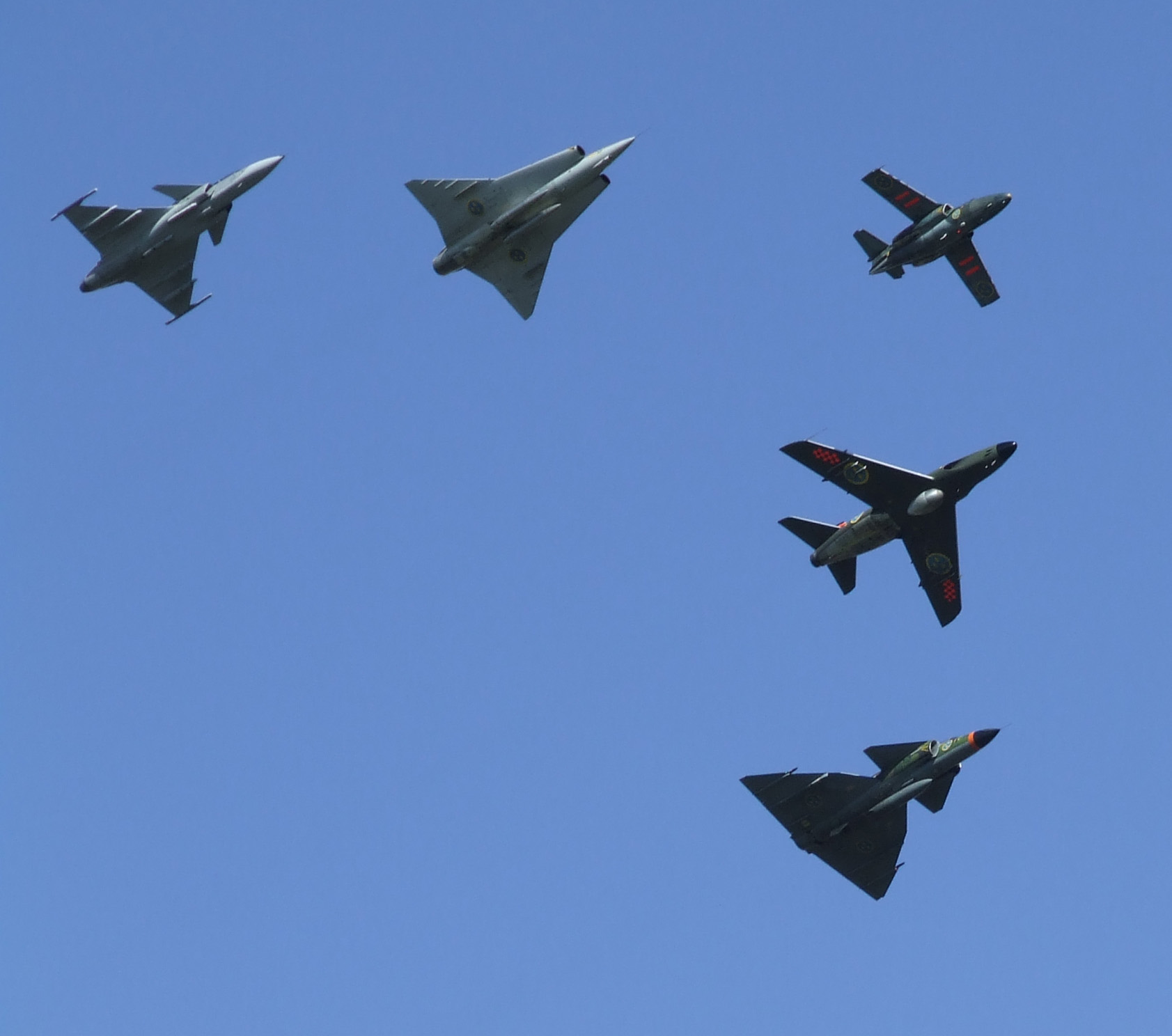
Aviones Militares de Saab: Saab 39 Gripen, Saab 35 Draken, Saab 105, Saab 32 Lansen y Saab 37 Viggen.

### Aeronaves fabricadas
- Saab 17, bombardero en picado.
- Saab 18, bombardero ligero y en picado.
- Saab 21, caza.
- Saab 21R, versión a reacción del anterior.
- Saab 29 Tunnan, caza a reacción.
- Saab 32 Lansen, cazabombardero/ Caza nocturno y todo tiempo.
- Saab 35 Draken, caza interceptor.
- Saab 37 Viggen, caza interceptor y ataque todo tiempo.
- Saab 39 Gripen, caza.
- Saab Gripen NG, caza.

- Saab 90 Scandia, transporte civil de corto alcance.
- Saab 91 Safir, monoplano cuatriplaza.
- Saab MFI 15, entrenador civil o militar.
- Saab MFI 17 "Safari-Supporter" avión ligero de dos o tres plazas.
- Saab 105, birreactor ligero polivalente.
- Saab 340, avión de pasajeros.
- Saab 2000, avión de pasajeros.

## Tecnología militar y espacial
Saab-Ericsson Space fue un proyecto conjunto con Ericsson, y actualmente propiedad de Saab, para diseñar las computadoras utilizadas en los cohetes Ariane 5 usados por la ESA.
Saab Bofors Dynamics desarrolla aplicaciones militares como el misil antibuque RBS 15, el cañón sin retroceso Carl Gustaf, el cohete anticarro AT4 o el misil aire-aire IRIS-T.

## Datasaab
La compañía Datasaab fue el resultado de la necesidad de sistemas informáticos para el desarrollo de aviones, inspirado en la idea de crear computadoras lo suficientemente pequeñas para que fuesen montadas en un avión como un equipo de navegación.
Durante los años 1960 se desarrollaron varios sistemas avanzados que fueron vendidos a países europeos. En 1975 se vendió la compañía a UNIVAC, mientras que el desarrollo de computadoras de vuelo se mantuvo en Saab.

## Vehículos industriales: camiones y autocares SCANIA fabricados
- Scania Serie 2, desde 05/1980 hasta 12/1988: (82-142): G112 y R112 DS11/DSC11, G82, P82 y T82 DN/DS/DSI 8, G92, P92, R92 y T92 DN/DS//DSC 9, P112 y T112 DS 11.14, DSC 11.01.
- Scania Serie 3, desde 12/1988 hasta 06/1997: (93 hasta 01/91 -143): G93, P113, P93, R143, T143, R113, R93, T113, T93.
- Scania Serie 4, desde 11/1995 hasta 10/2004: P94 R94 T94, P114 R114 T114, P124 R124 T124, R/T 124, R/T 144, R/T 164 V8.
- Scania Serie P, desde 09/2004: P230 P270 P310 P340 P380 P420 P470 (Euro 3, Euro 4, Euro 5).
- Scania Serie R, desde 06/2004: R230 R270 R310 R340 R380 R420 R470 R480 R500 R560 R580 R620 (Euro 3, Euro 4, Euro 5).
- Scania Serie T, desde 09/2004 hasta 12/2005: T340 T380 T420 T500 T580 (Euro 3).

## Galería

### Aviones Civiles

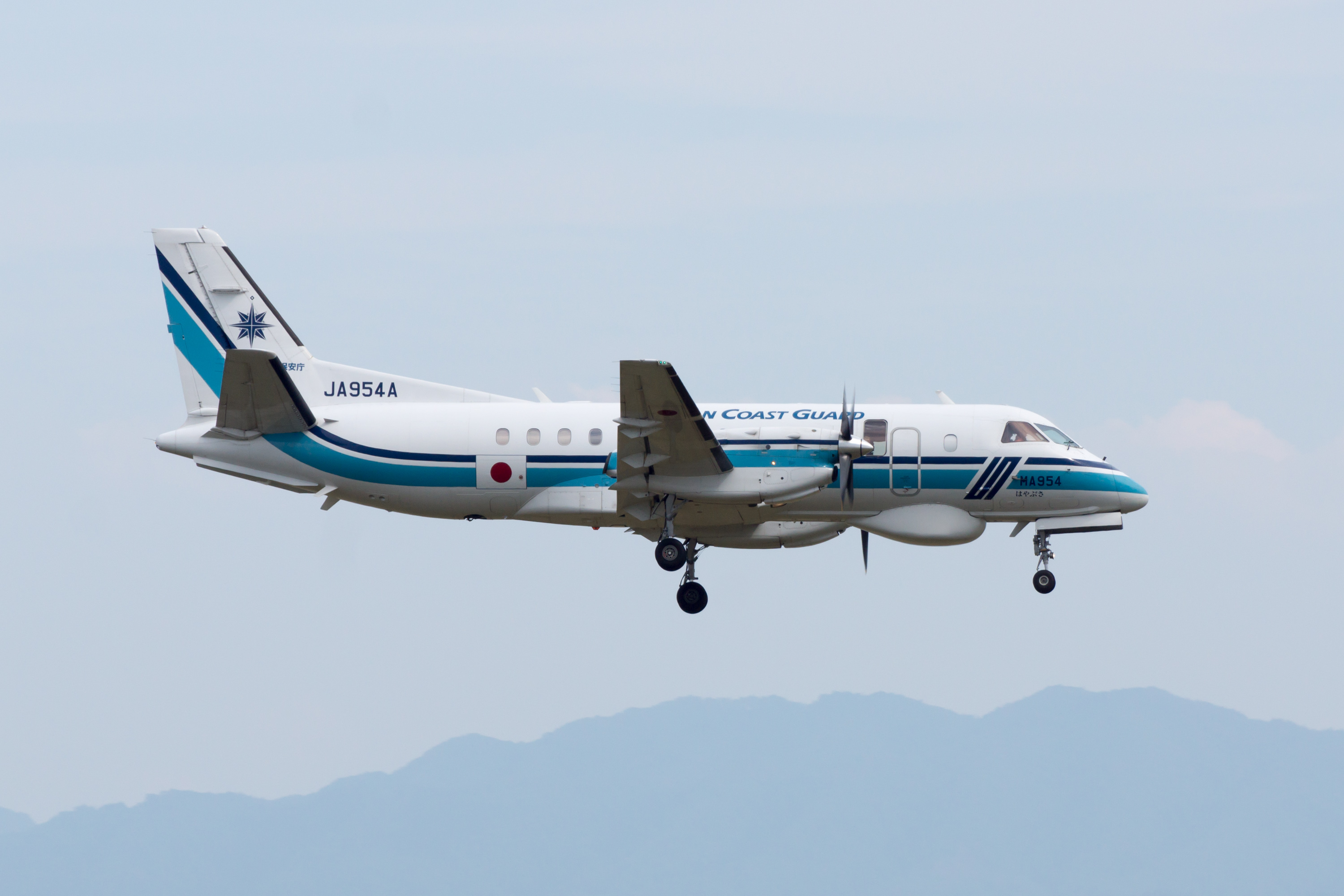
Saab 340B
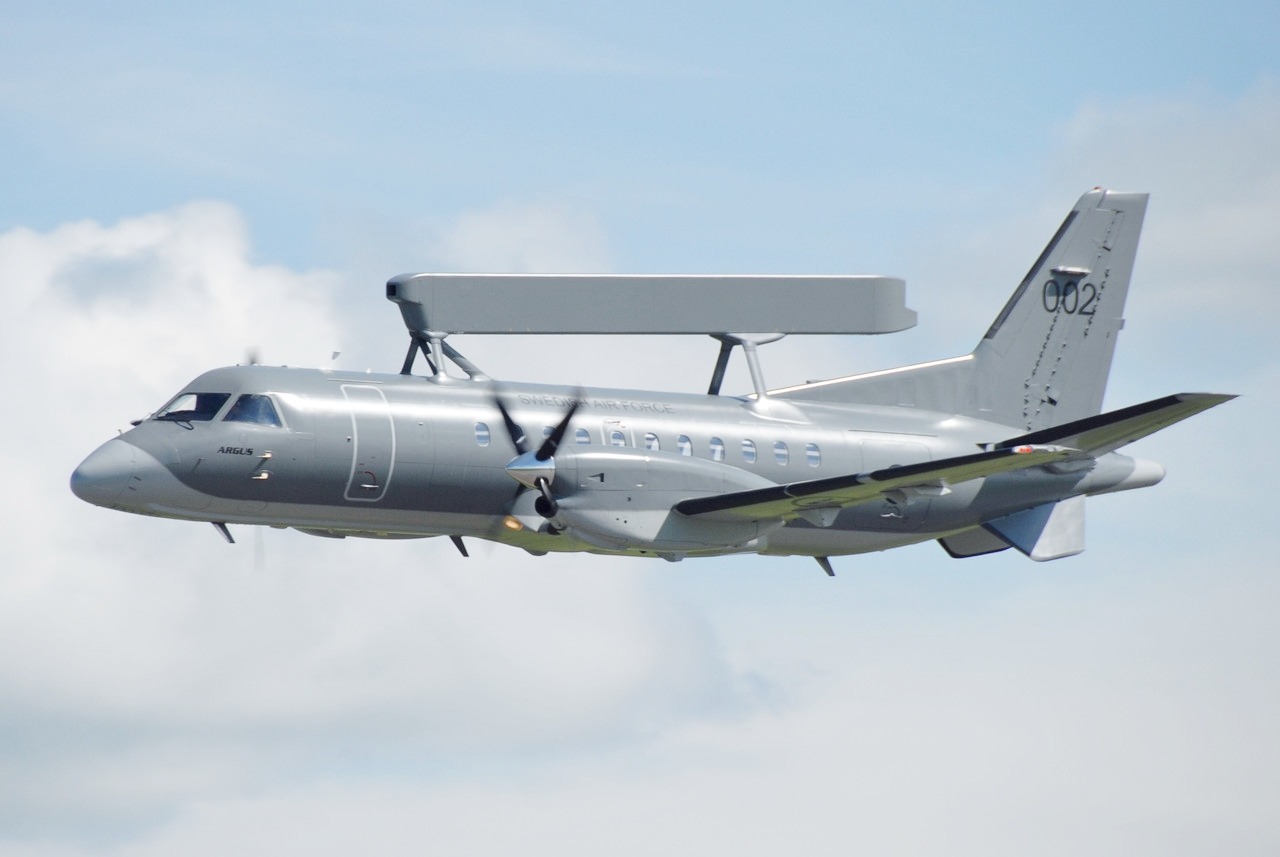
Saab 340 con Erieye radar
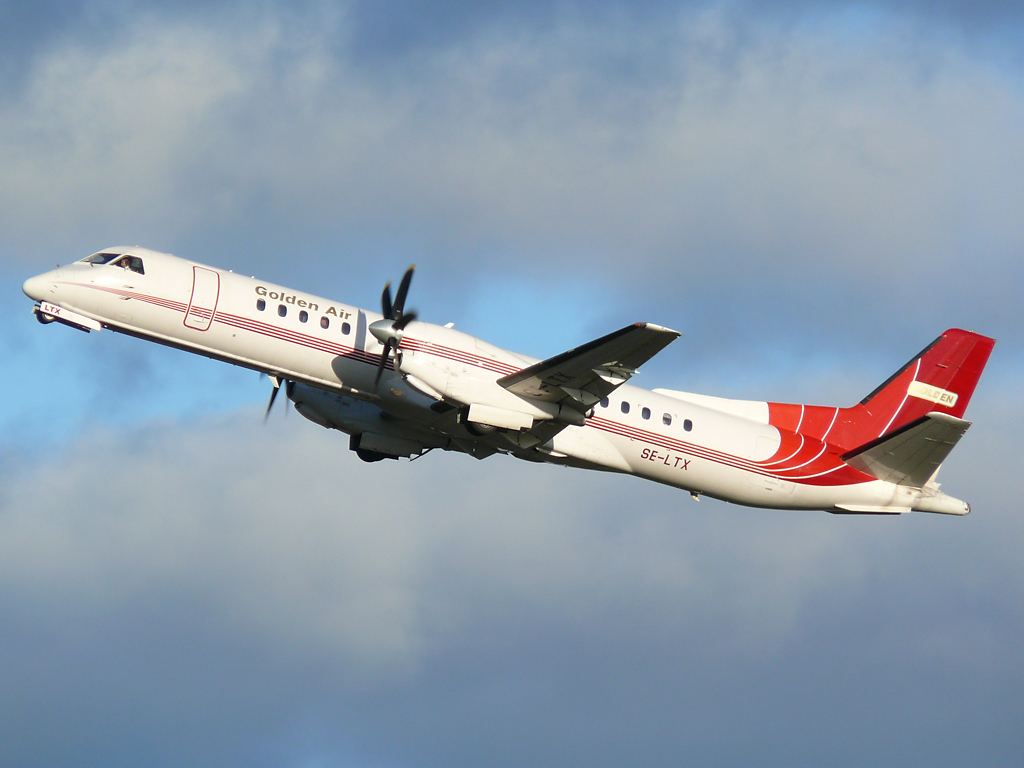
Saab 2000
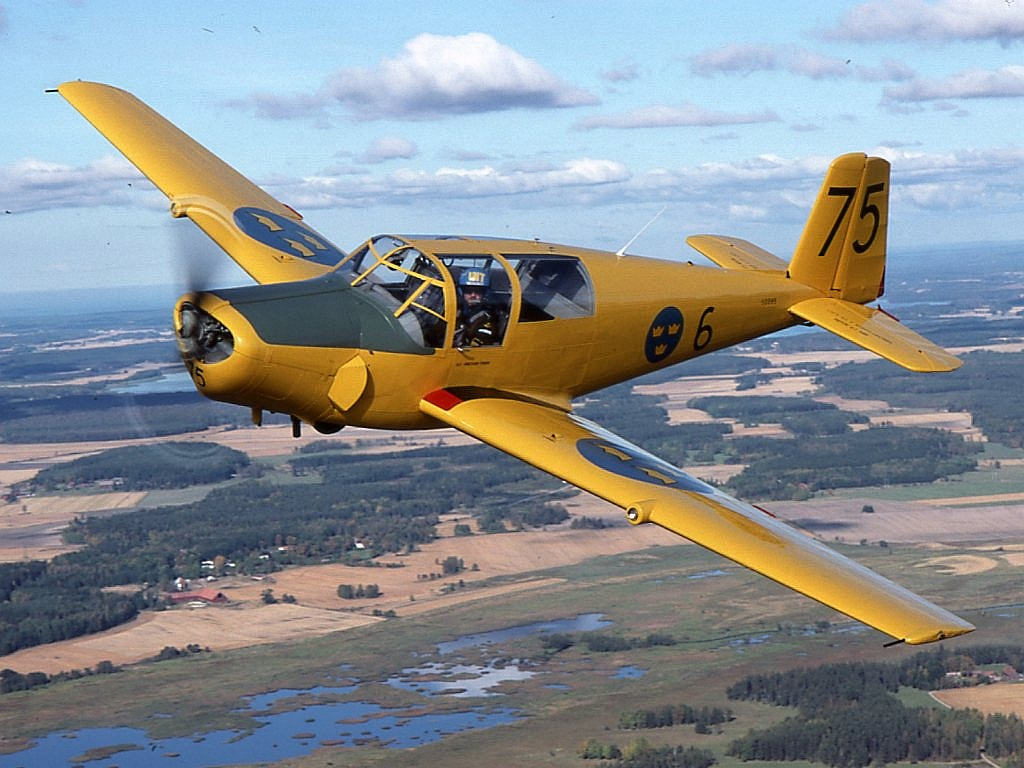
Saab 91C (Sk 50C)
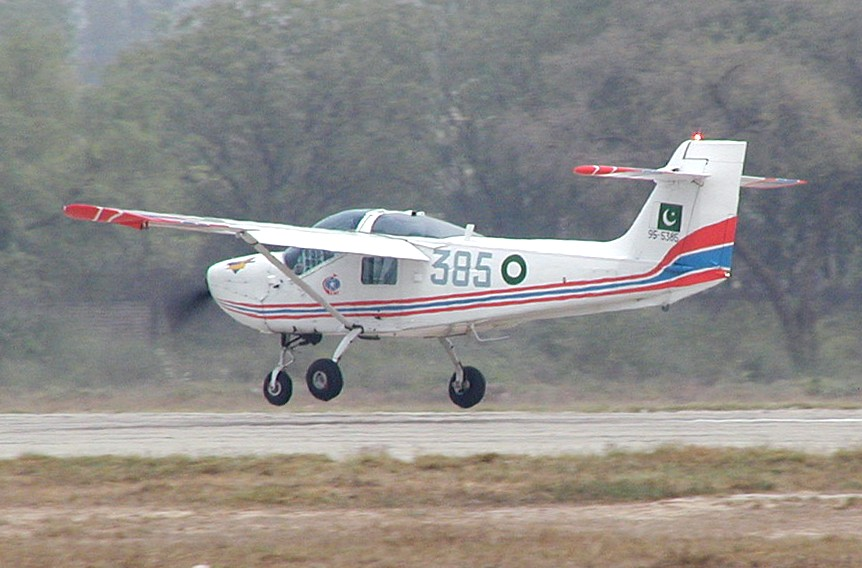
Saab MFI 17 "Safari-Supporter"

### Aviones de Combate

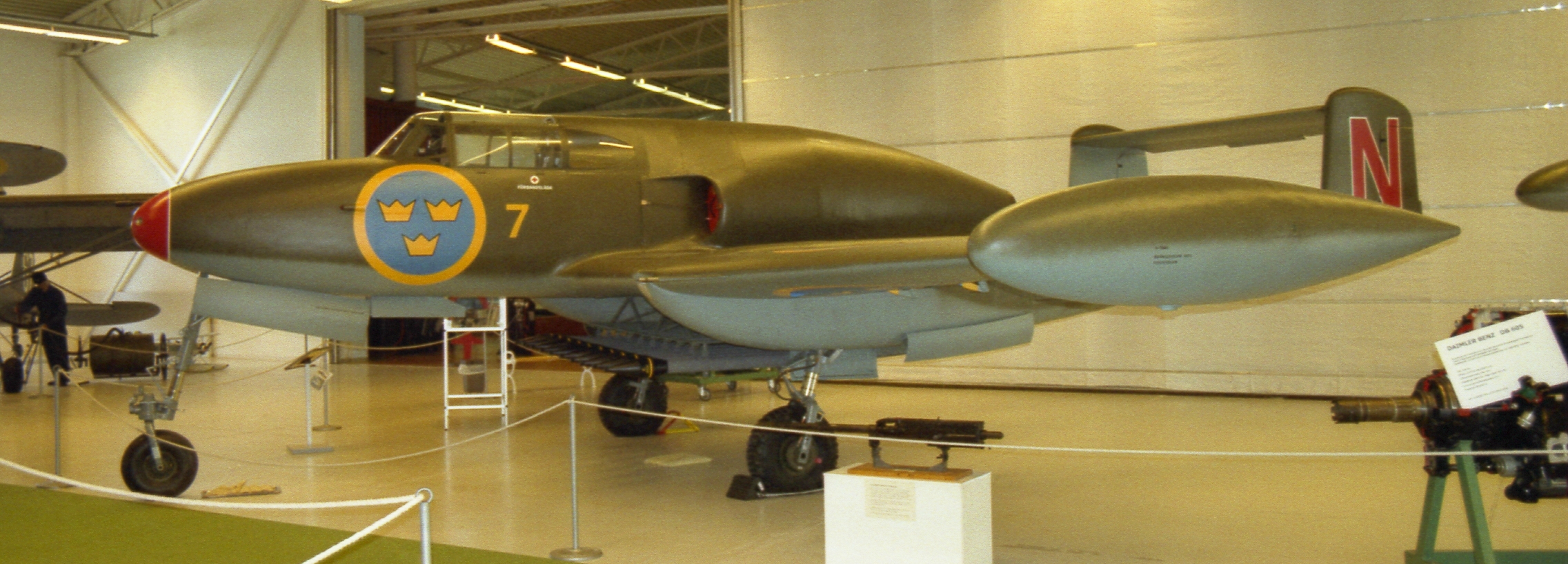
Saab 21R
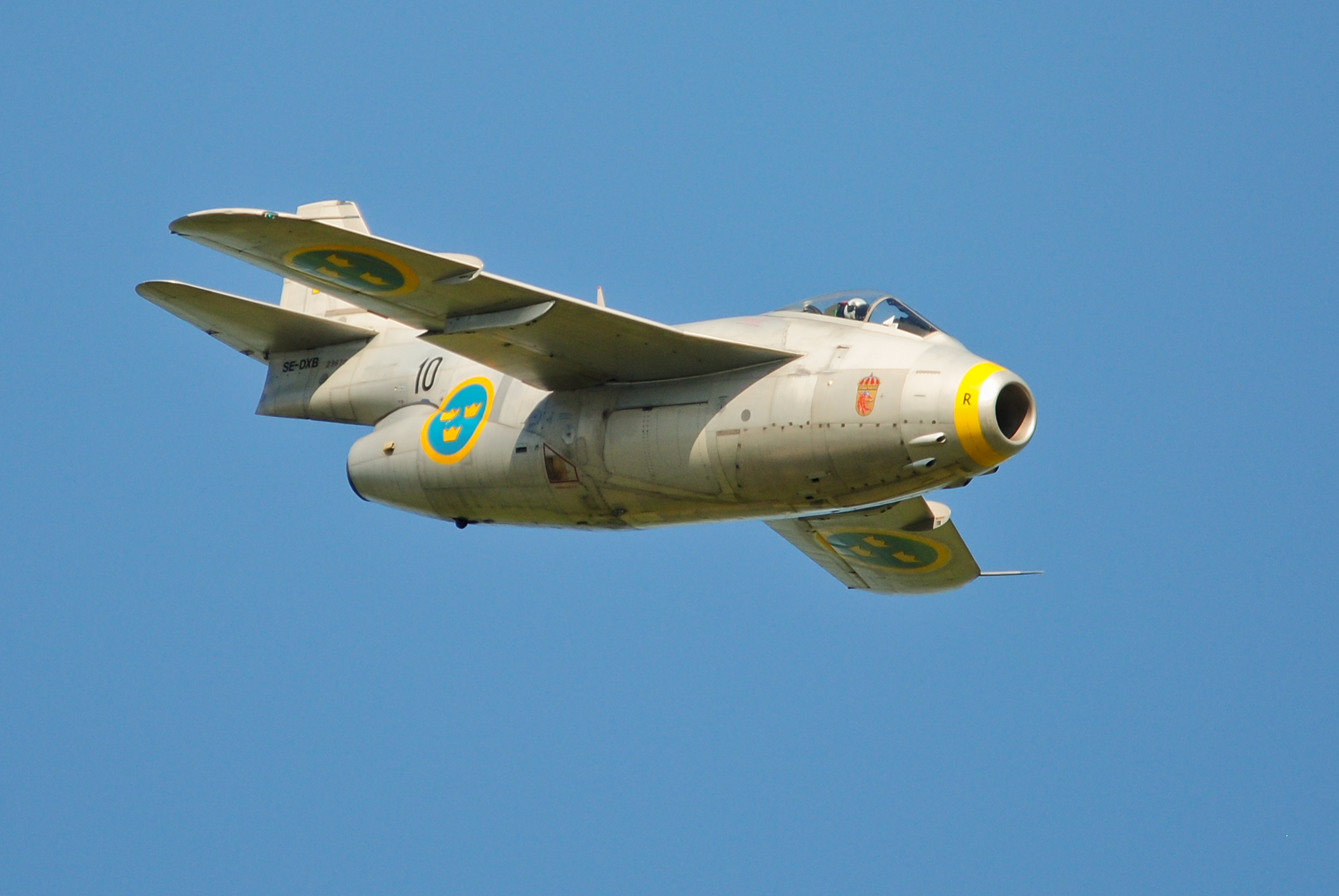
Saab 29 Tunnan
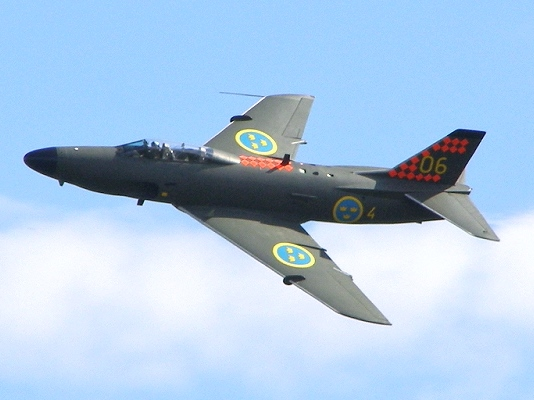
Saab 32 Lansen
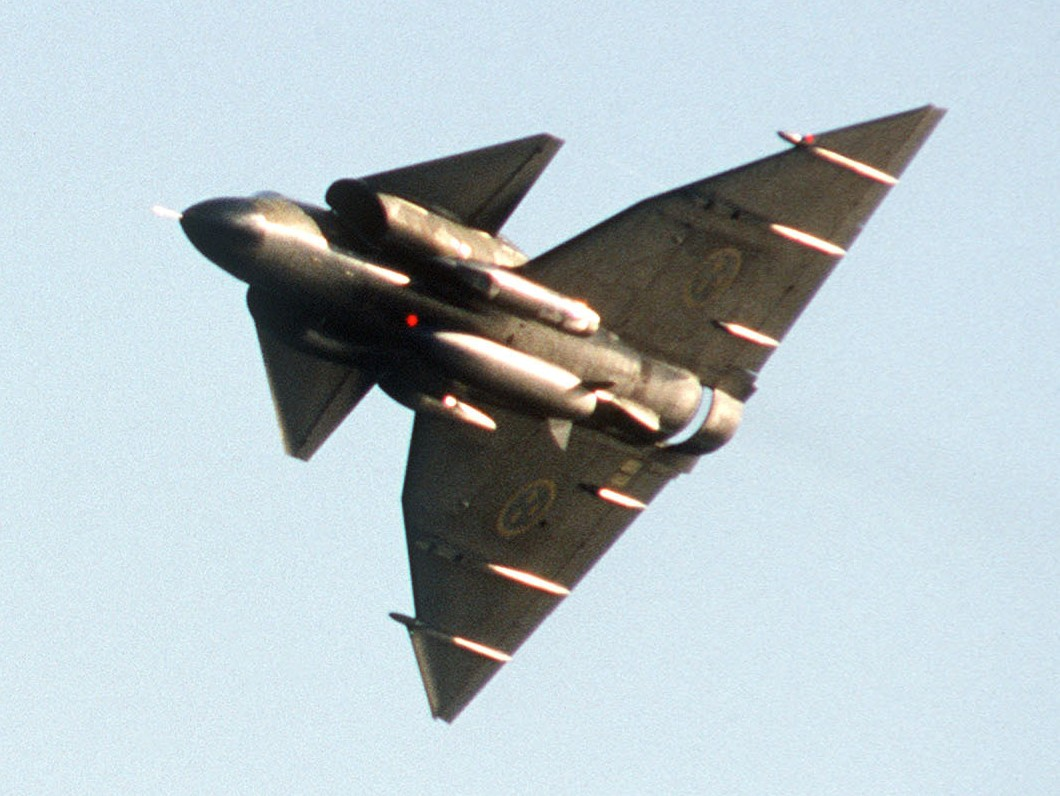
Saab 37 Viggen
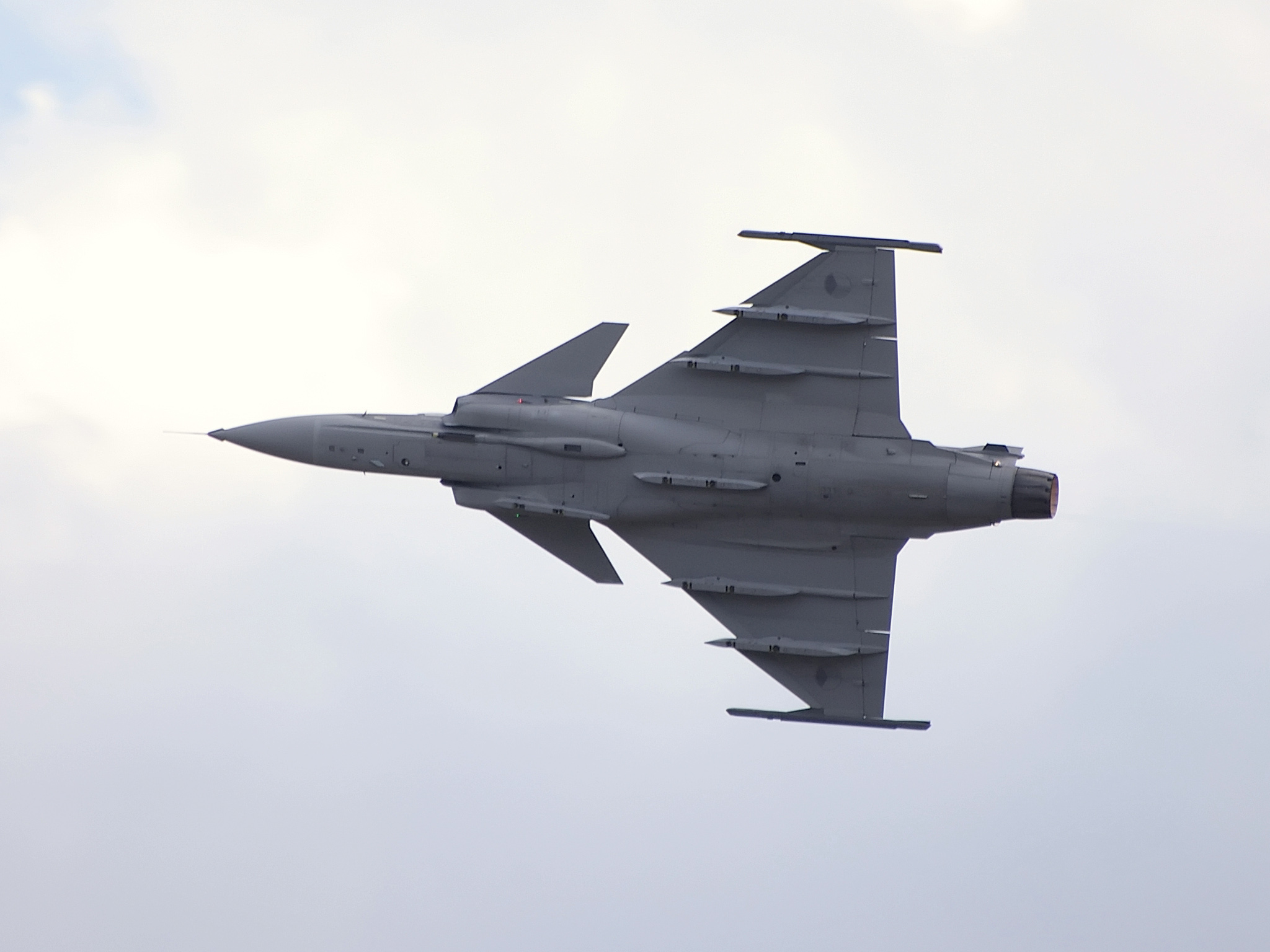
Saab 39 Gripen
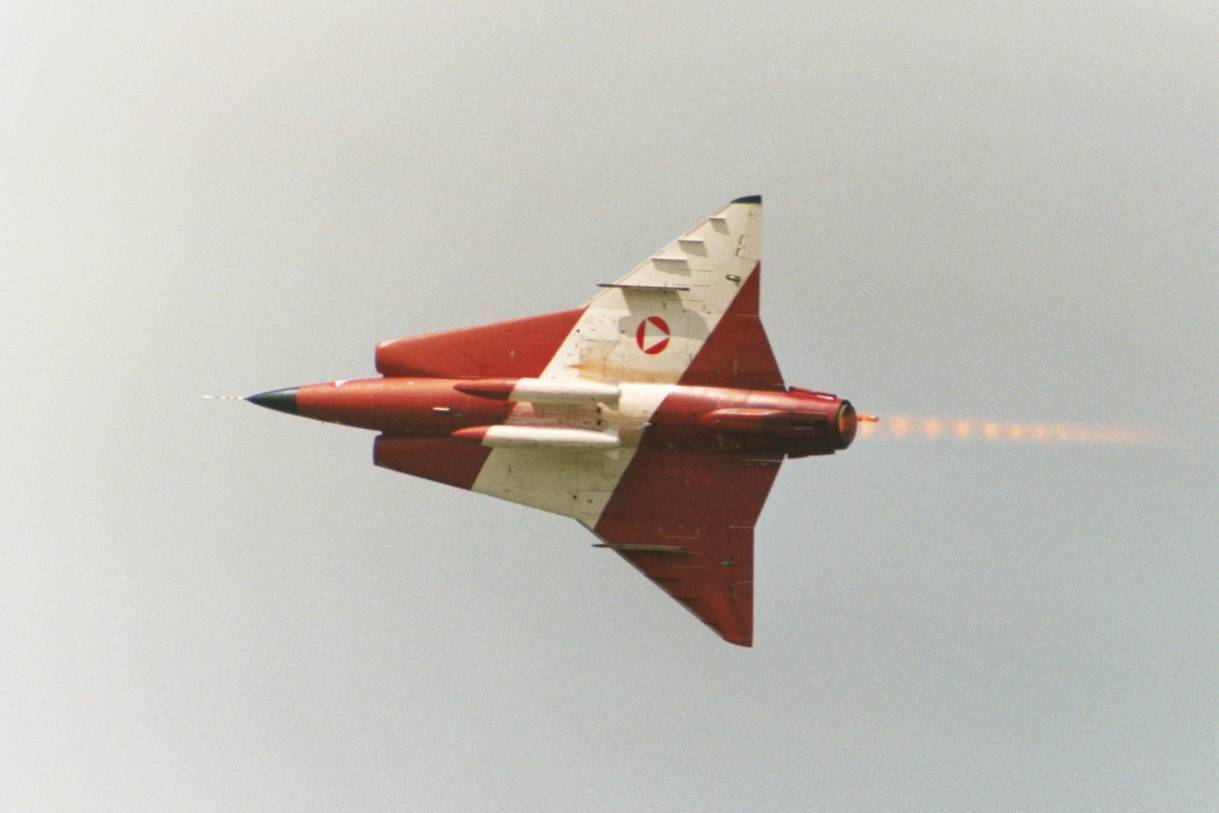
Saab 35 Draken